# Замок Бофорт
Замок Бофорт (англ. Beaufort Castle; гэльск. Caisteal Duuaidh) — средневековый замок, который расположен недалеко от речки Боли в Инвернессшире, на севере Шотландии. В 1,6 км к северу от города Килтарлити и в 19 км к западу от города Инвернесса. Современный замок представляет собой особняк баронского стиля, построенный в 1880 году, но к нашему времени сохранилась и часть более старых пристроек. Крепость Бофорт считается родовым поместьем лордов Ловата. С XII века на этом месте стоял замок Дауни.

## История
Самое раннее упоминание о месте, как Дауни или замок Дюни, происходит во время царствования Александра I (1106-1124), когда произошла осада. Первоначальный замок был построен семьей Бисет или Байсет (англ. Byset). Замок попал в руки семьи Фрейзер в конце XIII века. Английские войска осадили замок в 1303 году.
В 1650-х годах Дуни (Бофорт) был атакован и сожжён силами Оливера Кромвеля во время их вторжения в Шотландию.

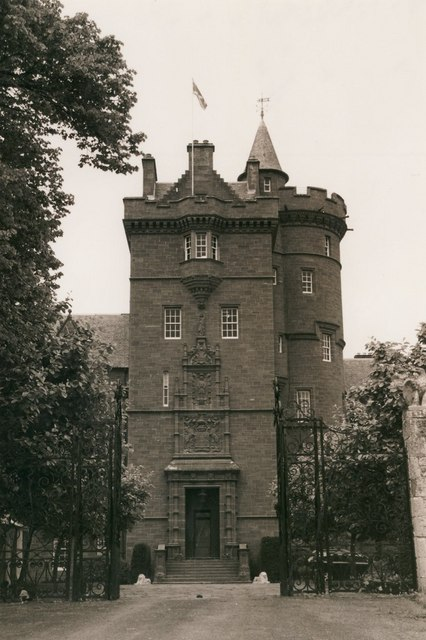
Главная башня замка Бофорт

Поместье семьи Фрейзер были унаследованы Симоном Фрейзером, 11-м лордом Ловатом (1667-1747), в 1699 году. Известный как «Фокс», Ловат был глубоко вовлечён в дела якобитов, направленное на восстановление свергнутого дома Стюартов на трон Шотландии и Англии. Изгнанный во Францию, Ловат присоединился к Джеймсу Стюарту, и уверовал в католичество. Он попытался привлечь шотландских дворян к делу, отправляя сообщения в Шотландию, но его деятельность закончилась десятью годам лишения свободы во Франции. Вернувшись в 1714 году, он отказался от дел якобитов в обмен на владение своими поместьями. В 1740-х годах он поручил Уильяму Адаму спроектировать новое поместье в Дуни. Впрочем, строительство так никогда и не началось из-за вспыхнувшего в 1745 году восстания якобитов. Ловат, снова изменив своё мнение, поддержал якобитов, но был схвачен и казнён после битвы при Каллодене. Замок Дуни (Босфорт) был разрушен герцогом Камберлендским, а имущество было объявлено конфискованным.
С 1746 года поместьем управляли уполномоченные парламентом распоряжаться конфискованными поместьями, в то время был построен на месте разрушенного замка небольшой дом, для управляющего недвижимостью. В 1774 году усадьба была возвращена сыну Ловата, Симону Фрейзеру из Ловата (1726-1782), который командовал 78-ю Фрейзерскими горцами для британской армии. Предложения по постройке нового поместья были выдвинуты правительству в 1777 году, но не были выполнены. В 1815 году усадьба была унаследована Томасом Фрейзером из Стрихана (1802-1875). В 1839 году он поручил Уильяму Бёрну расширить дом, а также улучшить территорию и само поместье. Его сын Симон Фрейзер, 13-й лорд Ловат (1828-1887), построил современный замок Бофорт, по проекту Джеймса Мейтланда Уодропа (англ. James Maitland Wardrop), включающего часть дома XVIII века.
Замок был продан директору компании Stagecoach Энн Глоаг, чтобы 15-й лорд Ловата смог уменьшить налоги на наследство.

## Описание

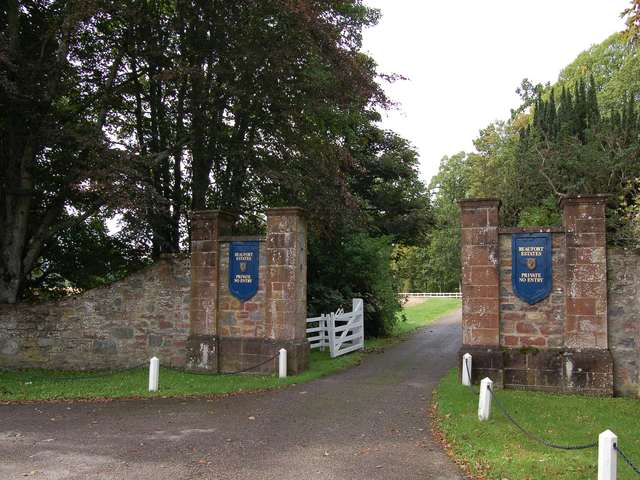
Вход в замок Бофорт

Замок стоит на слегка возвышенном подъеме на южной стороне реки Боли с парком, простирающимся на юго-запад и восток. 
В особняке есть частная римско-католическая часовня. Остатки замка Дуни стоят рядом с поместьем и составляют одну стену длиной 11 метров  и высотой 1,5 метра с надписью, в которой говорится: «Руины замка Дауни (Дуни), древняя крепость Фрейзеров из Ловата, построенная около в 1400 году и разрушенная Камберллом после битвы при Каллодене».
Территория замка включена в «Инвентаризация садов и проектируемых ландшафтов (национальный список значительных садов в Шотландии)».